# 斯洛謝林加山
71°39′S 1°35′W / 71.650°S 1.583°W
斯洛謝林加山是南極洲的山峰，位於毛德皇后地的哈拉爾王子海岸，處於斯洛卡倫山西北面6公里，屬於阿爾曼嶺的一部分，挪威製圖師根據探險隊的測量和空中照片繪入地圖。